# Traversodontidae
Traversodontidae. Traversodontes era um grupo de cinodontes herbívoros. Seus dentes pós-caninos modificados e ampliados em largura para mascar plantas. Traversodontes tinham focinhos relativamente amplos, e da maxila se estende lateralmente para além dos dentes. Isso pode indicar a presença de sacos no rosto. Tais dispositivos permitem mastigar melhor os alimentos. As características do esqueleto são muito parecidas com mamíferos do que os terapsídeos anteriores. Os Traversodontes avançados tiveram espinhas equipadas com placas costais. Esses pedaços de ossos sobrepostos uns com os outros, onde as costelas encontram o osso. Isso reforçou a coluna espinhal, mas qual a vantagem disso não ficaram claras. Tais recursos são reduzidos nos traversodontes basais. Os traversodontes mais avançados (por exemplo Exaeretodon), acabaram com eles totalmente. Isso dá a coluna menos um aspecto metálico, mais de mamíferos. Eles podem ter posto ovos, como muitos outros proto-mamíferos, e os sinapsídeos recentes. Traversodontides eram abundantes e bem sucedidos no Triássico Inferior e Médio, mas estavam se tornando menos comum antes do Período Jurássico. No começo do Jurássico, eles foram extintos provavelmente devido à competição com outros animais como dinossauros, cinodontes tritylodontid e mamíferos.
A família Traversodontidae foi criada por Friedrich Von Huene em 1936, para descrever formas encontradas no município de São Pedro do Sul, Brasil.